# Movimento Sacerdotale Mariano
Il Movimento Sacerdotale Mariano (M.S.M.) è un movimento ecclesiale cattolico, fondato dal sacerdote Stefano Gobbi il 13 ottobre 1972.
Al movimento, diffuso oggi in tutto il mondo, aderiscono alcuni cardinali, oltre 350 arcivescovi e vescovi, 150.000 sacerdoti del clero secolare e di tutti gli ordini e istituti religiosi, oltre a decine di milioni di fedeli.

## Storia del movimento
L'8 maggio 1972, durante un pellegrinaggio a Fátima, don Stefano Gobbi, mentre pregava nella Cappellina delle Apparizioni in favore di alcuni sacerdoti, ribelli all'autorità della Chiesa, avrebbe avuto un'ispirazione interiore da parte della Madonna, con l'invito a riunire i sacerdoti che si fossero consacrati al suo Cuore Immacolato. Don Stefano avrebbe ricevuto anche, nello stesso mese, un piccolo segno di conferma da parte di Maria, nel santuario dell'Annunciazione di Nazaret.
L'origine del Movimento Sacerdotale Mariano risale a questa ispirazione interiore di don Stefano; nell'ottobre dello stesso anno ci fu un primo incontro di preghiera fra tre sacerdoti della parrocchia di Gera Lario, in provincia di Como; la notizia della nascita del movimento fu riportata da qualche giornale cattolico.
Nel marzo 1973 i sacerdoti aderenti erano arrivati a una quarantina. Nel mese di settembre dello stesso anno ci fu il primo raduno nazionale a San Vittorino, con la partecipazione di venticinque sacerdoti tra gli ottanta allora iscritti al movimento.
Dopo un graduale aumento delle adesioni, nel 1974 nacquero i primi Cenacoli di preghiera e di fraternità fra i sacerdoti e i fedeli, diffusi oggi in tutti i continenti.
Le linee guida del M.S.M. sono contenute nel libro Ai sacerdoti, figli prediletti della Madonna, che riporta le meditazioni e ispirazioni di don Stefano.
I punti essenziali del movimento sono tre: la consacrazione al Cuore Immacolato di Maria, l'unità al papa ed alla Chiesa a lui unita, e infine il condurre i fedeli ad una vita di affidamento alla Madonna.
Gli atti di consacrazione al Cuore Immacolato di Maria sono due, uno per i sacerdoti e uno per i religiosi e i laici.
Il M.S.M., allo scopo di agevolare le adesioni, non ha una forma giuridica; per questa ragione non può avere però un riconoscimento ufficiale.